# Poyntonia paludicola
Poyntonia paludicola is een kikker uit de familie Pyxicephalidae. De soort werd voor het eerst wetenschappelijk beschreven door Alan Channing en Richard Charlton Boycott in 1989. Het is de enige soort uit het geslacht Poyntonia.

## Uiterlijke kenmerken
De kikker wordt ongeveer 2,3 tot 3 centimeter lang, de kleur is donkergrijs, een witte streep loopt van het oog tot de mondhoek. Vanwege de zeer wrattige structuur van de huid, het ontbreken van een zichtbaar tympanum (trommelvlies) en de vergrote parotoïden (gifklieren) achter de ogen lijkt de kikker uiterlijk sterk op een pad-achtige. De buikzijde is lichter van kleur en soms gevlekt, de onderzijde van de ledematen zijn altijd gevlekt. De kop is iets smaller dan het lichaam, de ogen zijn wat meer aan de bovenzijde van de kop gepositioneerd en hebben een horizontale pupil.
De kikkervisjes zijn door Channing en Boycott onderzocht, typische kenmerken zijn de relatief lange staart, de kleur is lichtbruin met donkere spikkeltjes. Omdat het gedeelte aan de binnenzijde van de ogen wat is verhoogd, doet de kop van de kikkervisjes plat aan.

## Voorkomen en habitat
Poyntonia paludicola komt voor in Afrika en is endemisch in Zuid-Afrika. De biotoop bestaat uit bergstreken met fynbos als vegetatie. De habitat bestaat uit ondiepe rotsige stroompjes tot moerassige gebieden met een waterminnende vegetatie. Omdat de kikker voornamelijk in valleien voorkomt, is het afdammen van rivieren, en de hiermee gepaard gaande overstroming van het leefgebied, de belangrijkste bedreiging.